# Kudaruru, Sagar
Kudaruru là một làng thuộc tehsil Sagar, huyện Shimoga, bang Karnataka, Ấn Độ.